# لازارو كلاوديو كريسينسيو سيسبيديس
لازارو كلاوديو كريسينسيو سيسبيديس (بالبرتغالية: Lázaro Claudio Crescencio Céspedes‏) المعروف بلقب لازارو كريسينسيو (ولد في 10 أبريل 2003 في البرازيل) لاعب كرة قدم برازيلي بوليفي يجيد اللعب في مركز قلب الدفاع وأيضا الظهير الأيمن. يلعب حاليا لصالح رويال باري البوليفي منذ 5 فبراير 2024.

## المسيرة الرياضية

### الأندية
في 2 أغسطس 2023 انتقل لازارو كريسينسيو من ديبورتيفو فاكا دييز البوليفي إلى الشباب البحريني في صفقة انتقال حر.
في 5 فبراير 2024 انتقل لازارو كريسينسيو من الشباب إلى رويال باري البوليفي في صفقة انتقال حر.